# IMUSE
iMUSE, abreviatura de Interactive Music Streaming Engine, é um sistema musical interativo utilizado em diversos jogos eletrônicos da LucasArts. O conceito principal por trás da tecnologia é sincronizar a trilha sonora com o que acontece na imagem, fazendo com que a música esteja de acordo com tais eventos e as transições entre os temas ocorram de forma suave. O iMUSE foi desenvolvido no início da década de 1990 pelos compositores Michael Land e Peter McConnell enquanto trabalhavam na LucasArts. O sistema foi patenteado pela empresa e foi incluído na quinta versão do motor de jogo SCUMM, em 1991.

## Desenvolvimento
O sistema iMUSE foi desenvolvido a partir da frustração do compositor musical da LucasArts, Michael Land, com o sistema de áudio utilizado pela empresa enquanto compunha The Secret of Monkey Island. Seu objetivo era criar um sistema que permitisse ao compositor dar o tom da situação ou cena através de uma música que reagisse aos eventos do jogo. No entanto, o projeto foi muito mais desafiador do que Land havia imaginado. Para ajudá-lo, trouxe um amigo de longa data, Peter McConnell, para colaborar na criação do iMUSE, que mais tarde patentearam juntos. O primeiro jogo a utilizar o sistema foi Monkey Island 2: LeChuck's Revenge, sendo reaproveitado em todos os jogos de aventura da empresa posteriores.[REF] Alguns títulos fora do gênero aventura, como a versão DOS de Star Wars: TIE Fighter, também utilizaram a tecnologia.

## Funcionamento
As transições suaves ocorrem através de pontos predeterminados, programados em cada arquivo de áudio, que criam "pontos decisivos", nos quais é possível escolher o que acontece com a trilha sonora, como a inclusão de um instrumento musical ou a mudança de tempo. É através da interação com o motor do jogo, que controla os acontecimentos em nível global, que se toma essa decisão.